# Twinzz (televisieprogramma)
Twinzz is een televisieprogramma van de TROS, gestart op 13 maart 2008 en gepresenteerd werd door Yolanthe Cabau van Kasbergen. Twinzz was een talentenshow en wedstrijd tussen eeneiige tweelingen, waarbij de balans geprobeerd werd te vinden tussen het beste dans- en zangvermogen.

Doel van het programma was om uiteindelijk de zes-koppige band Twinzz te gaan vormen. De koppels werden beoordeeld door een jury bestaande uit platenproducer Ferdi Bolland, zangcoach Lisa Boray en choreograaf Gerald van Windt.

Op donderdag 15 mei 2008 zijn de winnaars uit de bus gekomen door middel van een finale-aflevering. De winnaars zijn Rick & Bob, Daniëlle & Maybritt en Laura & Nina. Zij zullen als de band Twinzz de single 'De eerste dag van de rest van je leven' uitbrengen.

## Callout Order
| Order | Liveshow 1          | Liveshow 2          | Liveshow 3          | Liveshow 4          | Liveshow 5          | Liveshow 6          | Liveshow 6          |
| ----- | ------------------- | ------------------- | ------------------- | ------------------- | ------------------- | ------------------- | ------------------- |
| 01    | Dennis & Jeffrey    | Bianca & Daniëlle   | Rick & Bob          | Rick & Bob          | Nina & Laura        | Nina & Laura        | Nina & Laura        |
| 02    | Rick & Bob          | Dennis & Jeffrey    | Nina & Laura        | Bianca & Daniëlle   | Dennis & Jeffrey    | Daniëlle & Maybritt | Daniëlle & Maybritt |
| 03    | Nina & Laura        | Daniëlle & Maybritt | Joyce & Vivian      | Dennis & Jeffrey    | Joyce & Vivian      | Joyce & Vivian      | Rick & Bob          |
| 04    | Gér & Lerau         | Nina & Laura        | Daniëlle & Maybritt | Nina & Laura        | Rick & Bob          | Rick & Bob          |                     |
| 05    | Bianca & Daniëlle   | Rick & Bob          | Gér & Lerau         | Daniëlle & Maybritt | Daniëlle & Maybritt | Dennis & Jeffrey    |                     |
| 06    | Rachel & Claudia    | Rachel & Claudia    | Bianca & Daniëlle   | Joyce & Vivian      | Bianca & Daniëlle   |                     |                     |
| 07    | Daniëlle & Maybritt | Gér & Lerau         | Dennis & Jeffrey    | Gér & Lerau         |                     |                     |                     |
| 08    | Elvira & Reinata    | Joyce & Vivian      | Rachel & Claudia    |                     |                     |                     |                     |
| 09    | Joyce & Vivian      | Elvira & Reinata    |                     |                     |                     |                     |                     |
| 10    | Marlies & Saskia    |                     |                     |                     |                     |                     |                     |

■ De tweeling won de jurystem
■ De tweeling is geëlimineerd
■ De tweeling zat in de slechtste groep
■ De tweeling zat in de slechtste groep en is geëlimineerd
■ De tweeling zit in de band
Notes:
- In liveshow 2 werden de tweelingen in groepen gedeeld. Ze werden ook hier op beoordeeld. De slechtste tweeling uit de slechte groep moest de show verlaten.